# Geologisch monument Diependaal

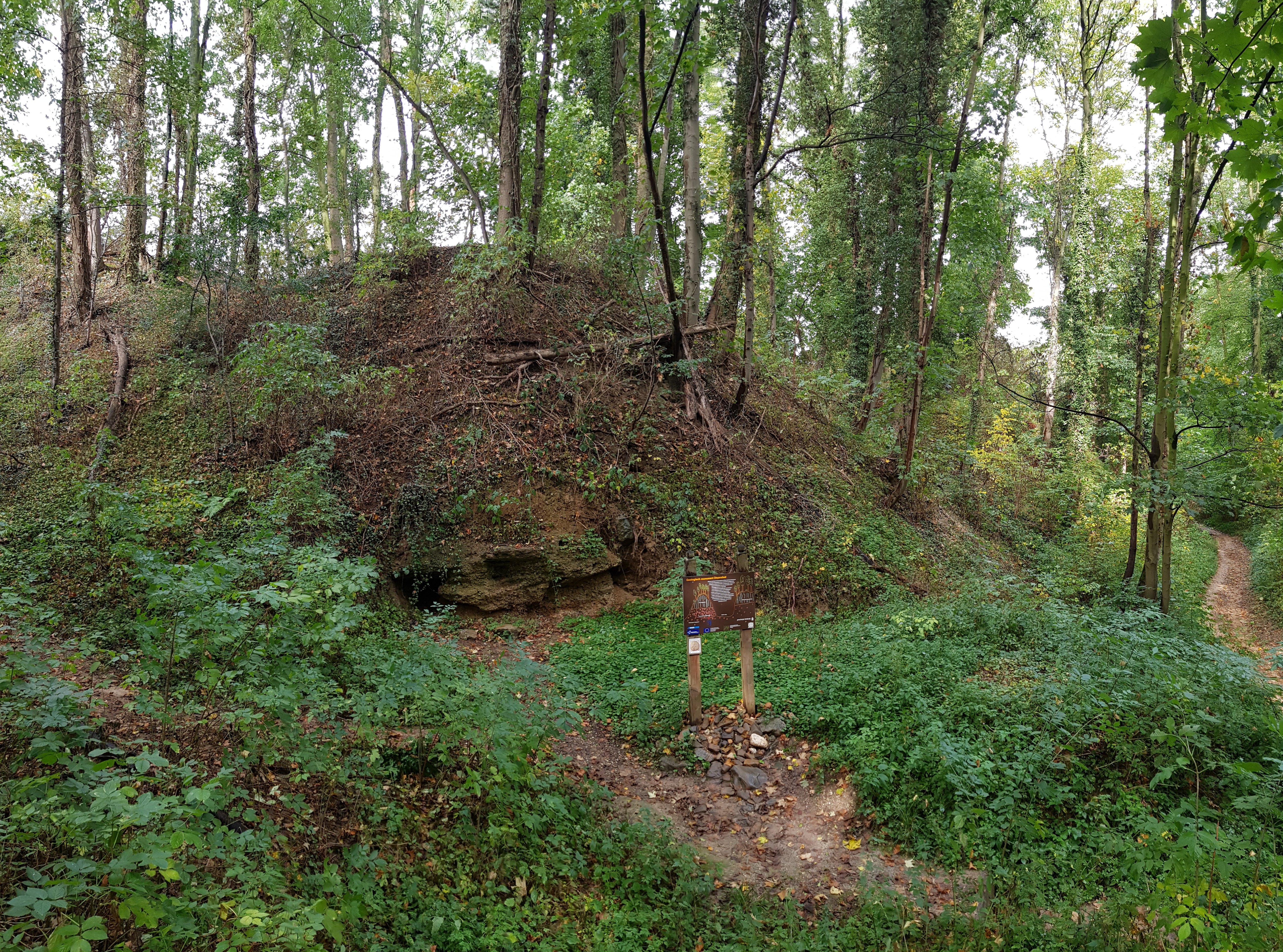
Geologisch monument Diependaal'

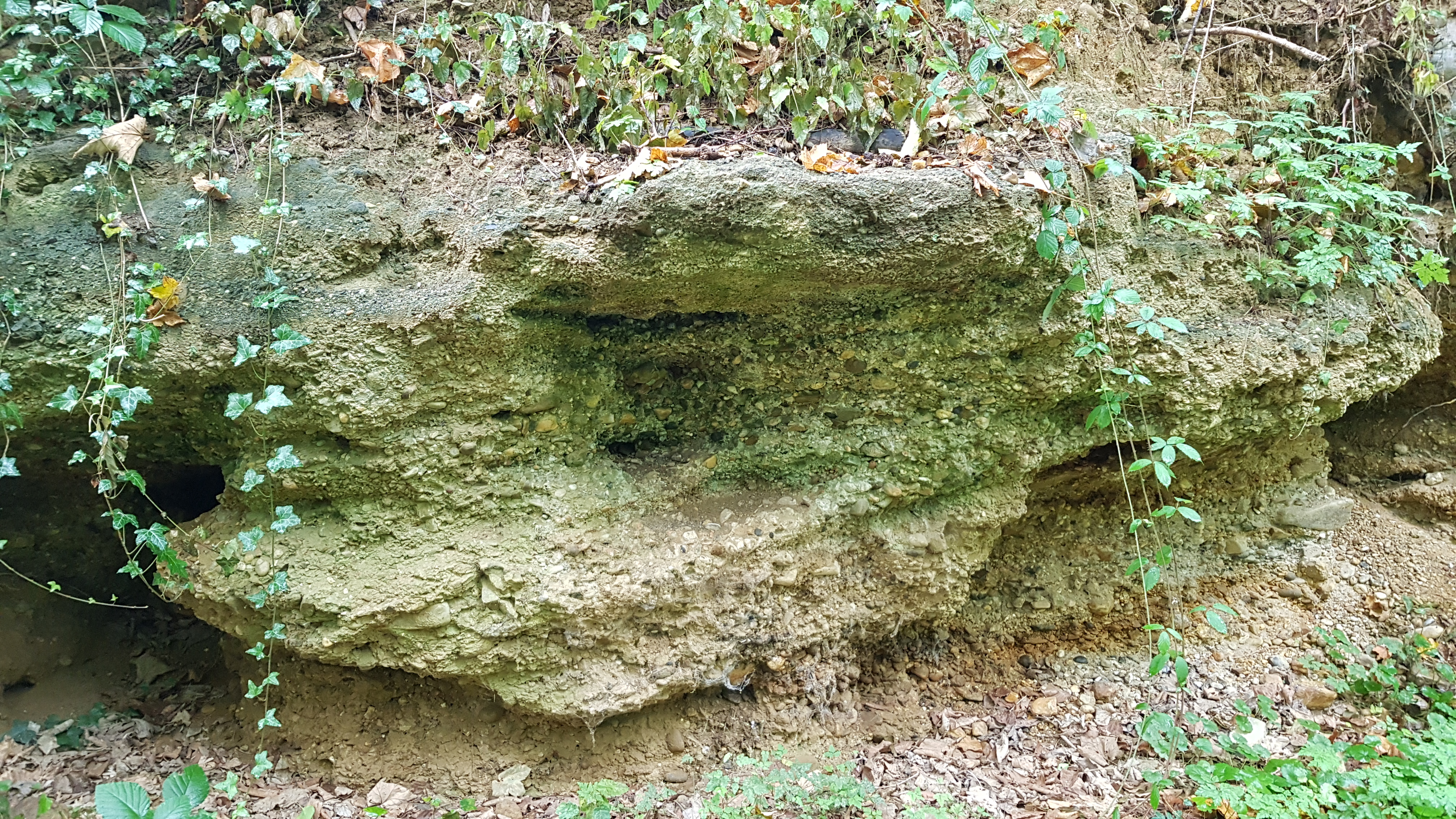
Met natuurlijk cement samengeklit grind

Het Geologisch monument Diependaal is een geologisch monument in Nederlands Zuid-Limburg in de gemeente Beek. Het monument ligt ten zuidoosten van Spaubeek, ten zuidwesten van Nagelbeek en ten zuiden van Hegge. Het is gelegen in het hellingbos Diependaal aan een holle weg op de noordoostrand van het Centraal Plateau.
Op minder dan 200 meter naar het westen ligt de Groeve Spaubeek en op minder dan 400 meter naar het zuidoosten de Groeve Nagelbeek.

## Geologie
In de ondergrond van het gebied bevindt zich een dikke laag löss uit het Laagpakket van Schimmert met daaronder een dik pakket Maasgrind uit het Laagpakket van St. Geertruid van de Formatie van Beegden uit het Pleistoceen. In dit grindpakket is er een harde bank ontstaan, een conglomeraat. Dit conglomeraat is ontstaan doordat kalk door regenwater zich oploste en uit de lösslaag doorsijpelde naar de grindlaag eronder. In deze grindlaag werden de kalkbestanddelen afgezet waardoor die als een natuurcement het grind aan elkaar lieten klitten en liet samenklonteren tot een autochtoon conglomeraat (een conglomeraat dat ter plekke ontstaan is).
In conglomeraten is vaak kiezelzuur of ijzeroxide het bindmiddel, terwijl dat hier met dit monument kalk is.
De löss hier in de omgeving werd tijdens de voorlaatste en laatste ijstijd hier afgezet en bestaat voor ongeveer 75% uit kwarts en voor 15% uit kalk. In die tijd waaiden er overheersend een noordwestenwind die vanuit het deels drooggevallen Noordzeebekken zeer fijnkorrelig materiaal meenam en in onder andere in Zuid-Limburg als sediment achterliet op de aanwezige grindpakketten die de Maas hier afgezet had.